# Modiolus americanus
Modiolus americanus är en musselart som först beskrevs av Leach 1815.  Modiolus americanus ingår i släktet Modiolus och familjen blåmusslor. Inga underarter finns listade i Catalogue of Life.